# Adli Manszúr
Adli Mahmúd Manszúr (arab írással عدلي محمود منصور, tudományos átiratban ʿAdlī Maḥmūd Manṣūr; Kairó, 1945. december 23.) egyiptomi jogász, a Legfelsőbb Alkotmánybíróság elnöke, a 2013. július 3-án történt katonai puccs eredményeként Egyiptom ideiglenes államelnöke 2014. június 8-ig.

## Pályája
Kairóban született, tanulmányait is itt végezte. 1967-ben a kairói egyetemen jogi licenciátust, aztán 1969-ben jogtudományi, majd 1970-ben államtudományi végzettséget szerzett. Később, 1975–77 között a párizsi Közigazgatási Intézetben tanult ösztöndíjasként. 1970-ben az Államtanács nevű közigazgatási bíróságnál helyezkedett el, ahol biztosan haladt előre a ranglétrán: 1971-ig segédfogalmazó (mandúb muszáid), ezután 1975-ig fogalmazó (mandúb), majd 1977-ig titkár (náib) volt. Eközben számos állami intézmény fetva- és törvénykezési irodájánál (idárat al-fatva va t-tasrí) dolgozott: a köztársasági elnöki és kormányzósági hivatalban és több minisztériumnál is megfordult. 1977-ben segédtanácsos (musztasár muszáid), 1984-ben tanácsos (musztasár), 1990-ben pedig megbízott (vakíl) lett, végül 1992 februárjában az Államtanács elnökhelyettesévé (náib ar-raísz) lépett elő. Még ez év novemberében átkerült az alkotmánybírósághoz, ahol szintén alelnöki pozíciót kapott. 2013 májusáig Legfelsőbb Alkotmánybíróság elnökhelyetteseként tevékenykedett.

## A forradalmat követő időszakban
A 2011-es egyiptomi forradalmat követően elnökölt néhány alkotmányossági vizsgálati ülést, köztük azt, amelyik 2012-ben eltörölte azt a törvényt, amely eltiltotta volna a bukott Mubárak-rezsim funkcionáriusait a politikai szerepvállalástól. Ennek köszönhetően indulhatott az elnökválasztáson Ahmad Safík, Mubárak utolsó miniszterelnöke, ám végül a Muszlim Testvériség jelöltje, Muhammad Morszi szerezte meg a szavazatok többségét.
2013 májusában az előző évben elfogadott alkotmány értelmében a Legfelsőbb Alkotmánybíróság köztestülete a szerv elnökévé választotta, ám megbízása csak július 1-jétől lépett érvénybe. A június 30-án kirobbanó tüntetések során egy bizonyos „A nép (azt) akarja” (as-Saab juríd) nevű csoport egy elnöki tanács felállítását követelte, és taglistájuk élére a médiában korábban nem sokszor szereplő Adli Manszúr nevét helyezték. Július 3-án az Abd el-Fattáh esz-Szíszi altábornagy, védelmi miniszter vezette hadsereg puccsot hajtott végre Morszi kormányzata ellen, és bejelentették, hogy Manszúrt nevezik ki ideiglenes államelnöknek, az előrehozott választások lebonyolításáig. Az alkotmányt felfüggesztették és Manszúrt alkotmányos rendeletek kiadására jogosították fel.

## Egyiptom elnökeként
Manszúr július 4-én az általa vezetett alkotmánybíróság előtt tette le hivatali esküjét. Július 7-én kelt rendeletében feloszlatta az országgyűlés iszlamista többségű felsőházát (az alsóház már korábban feloszlott), az ún. Súrát, és új vezetőket nevezett ki a titkosszolgálatok élére. Július 8-án reggel a Köztársasági Gárda laktanyája előtt Morszi-párti tüntetés alakult ki, amelybe a katonaság belelőtt. Az elnök részvétét fejezte ki és vizsgálóbizottságot hozott létre az 51 halálos áldozatot követelő eset kivizsgálására.
Ugyanezen a napon egy harminchárom pontos Alkotmányos Nyilatkozatot adott ki, amelyben egyebek mellett rendelkezik a hatalmi ágak elválasztásáról és az állampolgári jogok tiszteletben tartásáról, és megszabja az átmenet menetrendjét. Eszerint megjelenésétől számított 15 napon belül fel kell állnia egy jogászokból álló szakértői bizottságnak, amelynek 30 napon belül javaslatot kell tennie az alkotmány módosítására. A javaslatot egy ötven fős, a társadalom minden szegmensét reprezentáló gyűlés elé kell terjeszteniük, amelynek hatvan nap áll a rendelkezésére a végleges változat elkészítésére. Ezután az elnök 30 napon belül népszavazást ír ki a módosított alkotmányról, amelynek végeztével országgyűlési választásokat tartanak, végül a képviselőház összeülését követően sor kerül az elnökválasztásra.
A Muszlim Testvériség és az al-Gamáa al-Iszlámijja iszlamista mozgalmak politikai szárnyai, a Szabadság és Igazságosság Pártja és az Építés és Fejlesztés Pártja nem fogadja el a nyilatkozatot, és a liberális Nemzeti Üdvfront és a Morszi bukásához vezető tüntetéseket szervező Tamarrud mozgalom is bírálatokat fogalmazott meg, módosításokat követelve. Még aznap este miniszterelnökké nevezte ki Házem el-Beblávi korábbi pénzügyminisztert, és saját, külügyekért felelős helyettesévé tette a Nobel-békedíjas Mohammed el-Barádeit, a szekuláris ellenzék egyik főalakját. Július 10-én új főügyészt nevezett ki Hisám Barakát személyében, aki a még Mubárak idején kinevezett Abd el-Megíd Manszúrt váltja a hivatalban, akit Morszi hiába próbált meg korábban leváltani.